# 임팩트 작전
임팩트 작전은 2014년 9월 4일부터 캐나다군이 IS에 맞서 펼친 작전으로, 전투는 2016년 2월 종료되었지만 이라크와 시리아 내의 지역 부대를 지원하고 훈련하는 것은 지금까지 이어지고 있다. 2014년 10월 3일 캐나다 총리 스티븐 하퍼는 대 IS 군사 개입의 동맹 중 하나로써 캐나다 전투기를 이라크와 시리아에 파견하기로 결정했다고 선언했다. 2014년 10월 7일 캐나다 의회는 9대의 캐나다 항공기를 파견해 ISIL에 맞선 동맹군의 공습에 참여하는 것을 승인했다. 이 때 캐나다 특수 부대 교관 69명이 파견되어 이라크 정부군을 훈련시키는 것도 포함되었다. 대 IS 군사 개입에서 캐나다 육군의 기여는 임팩트 작전이라 명명되었다. 2015년 3월 30일, 캐나다 의회는 임무의 범위를 시리아로 확장시키는 것에 대해 투표했고, 추가 파견 병력은 선언되지 않았다.
2015년 11월 말, 새로운 총리 쥐스탱 트뤼도는 캐나다 전투기들을 ISIL과의 전투에서 철수시키기로 선언했지만, 공중급유기, 수송기 등은 지역에 남기기로 결정했다. 캐나다 공군이 수행한 모든 공습은 2016년 2월 15일 종료되었다. 캐나다군의 작전 재편성의 일부로 2016년 2월 군사 교관들의 수는 3배로 늘려 총 600명의 병력을 파견하기로 결정했다. 이 병력은 후에 3대의 벨 CH-146 그리픈에 의해 2016년 5월 중순에 파견되었다. 7월 20일 국방부 장관 하리트 사잔은 캐나다가 미국과 프랑스군이 모술을 탈환하기 위한 노력을 지원하기 위해 야전병원을 파견하기로 결정했다. 병원은 60명의 병력을 요구했지만 국방부 장관은 전반적인 작전의 군인 수는 증가하지 않을 것이라고 말했다. 병원부대의 파견은 1년 동안이라고 밝혔다.

## 같이 보기
- 내재된 결단 작전
- 오크라 작전
- 샤말 작전
- 러시아군의 시리아 내전 개입